# Бені Траоре
Бені Адама Траоре (фр. Bénie Adama Traoré, нар. 30 листопада 2002, Урагайо, Кот-д'Івуар) — івуарійський футболіст, нападник англійського клубу «Шеффілд Юнайтед». На умовах оренди грає за «Нант».

## Ігрова кар'єра
Бені Траоре є вихованцем івуарійського клубу «АСЕК Мімозас», у складі якого починав виступати в молодіжній команді у 2019 році. Перед початком сезону 2021 року Траоре перейшов до шведського клубу «Геккен», з яким підписав контракт до кінця 2024 року.
Першу гру у новій команді Траоре зіграв у лютому 2021 року у Кубку Швеції. В Аллсвенскан нападник вперше вийшов на поле у квітні у матчі проти «Гальмстада». Через тиждень Траоре відмітився першим забитим голом у чемпіонаті Швеції.

## Титули і досягнення
- Чемпіон Швеції (1):

«Геккен»: 2022
- Володар Кубка Швеції (1):

«Геккен»: 2022-23
- Чемпіон Швейцарії (1):

«Базель»:  2024-25
- Володар Кубка Швейцарії (1):

«Базель»: 2024-25